# Minus the Machine
Minus the Machine è il sesto album in studio del gruppo musicale statunitense 10 Years, pubblicato nel 2012 dalla Palehorse Republic.

## Tracce
1. Minus the Machine – 3:42
2. Battle Lust – 2:56
3. Forever Fields (Sowing Season) – 3:13
4. Backlash – 3:37
5. Writing on the Walls – 4:20
6. Dancing with the Dead – 3:40
7. Sleeper – 4:02
8. Soma – 3:25
9. Tightrope – 4:14
10. Knives – 3:42
11. Birth – Death – 1:16
12. ...And All the Other Colors – 5:17